# روث واريك
روث واريك (بالإنجليزية: Ruth Warrick)‏ هي كاتبة سير ذاتية وممثلة أمريكية، ولدت في 29 يونيو 1916 في الولايات المتحدة، وتوفيت في 15 يناير 2005 بمانهاتن في الولايات المتحدة بسبب ذات الرئة. من الجوائز التي نالتها جائزة إيمي داي تايم ‏.

## أعمال

### أفلام
- (1941) المواطن كين
- (1946) أغنية الجنوب[5]

## جوائز
- جائزة إيمي داي تايم [الإنجليزية]‏

## وصلات خارجية
- روث واريك على موقع IMDb (الإنجليزية)
- روث واريك على موقع ألو سيني (الفرنسية)
- روث واريك على موقع تيرنر كلاسيك موفيز (الإنجليزية)
- روث واريك على موقع أول موفي (الإنجليزية)
- روث واريك على موقع قاعدة بيانات برودواي على الإنترنت (الإنجليزية)
- روث واريك على موقع قاعدة بيانات الأفلام السويدية (السويدية)
- روث واريك على موقع إن إن دي بي (الإنجليزية)
- روث واريك على موقع قاعدة بيانات الفيلم (الإنجليزية)
- روث واريك على موقع كينوبويسك (الروسية)